# Koninkrijk Haïti
Het Koninkrijk Haïti werd uitgeroepen door Henri Christophe op 28 maart 1811 toen hij koning Hendrik I werd. De voorbije vijf jaar was hij president van de Staat Haïti. Het werd de tweede poging om een monarchie te vestigen, na het keizerrijk dat Jean-Jacques Dessalines gesticht had. Hendrik was echter niet koning van heel Haïti, omdat na de moord op de keizer in 1806 het land in twee stukken werd verdeeld; Alexandre Pétion regeerde over de zuidelijke republiek Haïti, terwijl Henri Christophe president was van het noordelijke deel.
Tijdens zijn regeerperiode werden er 6 kastelen en 8 paleizen gebouwd. Hij creëerde ook een adelstand en benoemde 4 prinsen, 8 hertogen, 22 graven, 37 baronnen en 14 ridders.
Nadat zijn beleid op steeds minder sympathie kon rekenen en hij een beroerte gekregen had waardoor hij deels verlamd werd, pleegde hij op 8 oktober 1820 zelfmoord. Tien dagen later werd zijn zoon, kroonprins Jacques Victor vermoord door revolutionairen. Het koninkrijk werd verenigd met de zuidelijke republiek en kreeg Jean-Pierre Boyer als nieuwe president.